# Millennium Business Center
Millennium Business Center – wieżowiec w Bukareszcie, w Rumunii, o wysokości 72 metrów. Budynek został otwarty w 2006 i liczy 19 kondygnacji.